# Метеорит
Метеорит је метеорид који не сагори у Земљиној атмосфери већ падне на Земљу. Пре него што уђе у атмосферу, тело се назива метеороид. Само већи метеороиди могу да доспеју до површине, а да не сагоре потпуно. Око 60 посто метеорита су стеновитог састава, а остатак су гвоздени метеорити. Њиховом хемијском анализом показало се да је материја у васиони јединствена и састављена од истих хемијских елемената.

## Метеоритски кратери
Метеорити могу бити фактори креирања рељефа Земљине површине. Они на површини стварају левкаста удубљења већих или мањих размера, слична вулканским кратерима. Метеоритски кратери разликују се од вулканских према начину постанка и материјалу од којих су изграђени. Они су једини облици у рељефу Земљине површине изграђени деловањем космичких сила. 
Према начину на који су настали издвајају се експлозивни и ударни метеоритски кратери. Експлозивни метеоритски кратери формирају се услед експлозије при удару метеорита у Земљину површину. Експлозија се јавља као последица преобраћања огромне кинетичке енергије метеорита у топлотну, при чему основна маса метеорита прелази у пару, а на површини заостаје удубљење. Ширина овако насталих кратера је до 100 m. Ударне метеоритске кратере стварају метеорити тешки више десетина тона, који не сагоревају у атмосфери, већ се заривају дубоко у Земљину површину. Димензије ових кратера варирају у врло широким границама.
На Земљину површину ретко падају џиновски метеорити који стварају метеоритске кратере. До сада је пронађено у рељефу Земљине површине свега око 20 великих метеоритских кратера. Услед деловања процеса ерозије, кратери који имају већу геолошку старост од преисторијске не могу се очувати у рељефу.
Највећи ударни метеоритски кратер на Земљи је кратер Чаб, на Лабрадору (Канада). Откривен је 1946. године из авиона. Широк је 3.600 m, а дубок 550 m. Данас је испуњен водом, те представља језеро. Примери експлозивних метеоритских кратера су кратери настали експлозијом Тунгуског метеорита, у Сибиру 1908. године. Тунгуски метеорит био је тежак најмање 2.000 t. До сада је пронађено 10 кратера, ширине 10-50 m, дубине до 4 m. 
Један од изразитијих и већих метеоритских кратера на Земљи је Ђаволов кањон у Аризони. Широк је 1.200 m, а дубина му достиже 180 m. Метеорит који је створио кратер пао је пре око 5.000 година, а био је тежак неколико хиљада тона. При удару у Земљину површину избацио је растресит материјал који се нагомилао у виду прстенастог бедема висине 45 m. Гвоздено-никлена маса метеорита налази се на дубини од 420 m. 
Џиновски метеоритски кратер пречника око 100 km откривен је 1971. године у области Краснојарска, у Сибиру. Створен је пре више милиона година падом астероида чији се пречник процењује на 1.500 m, а који се зарио до дубине од 300 m.